# Musée d'Art Tokugawa

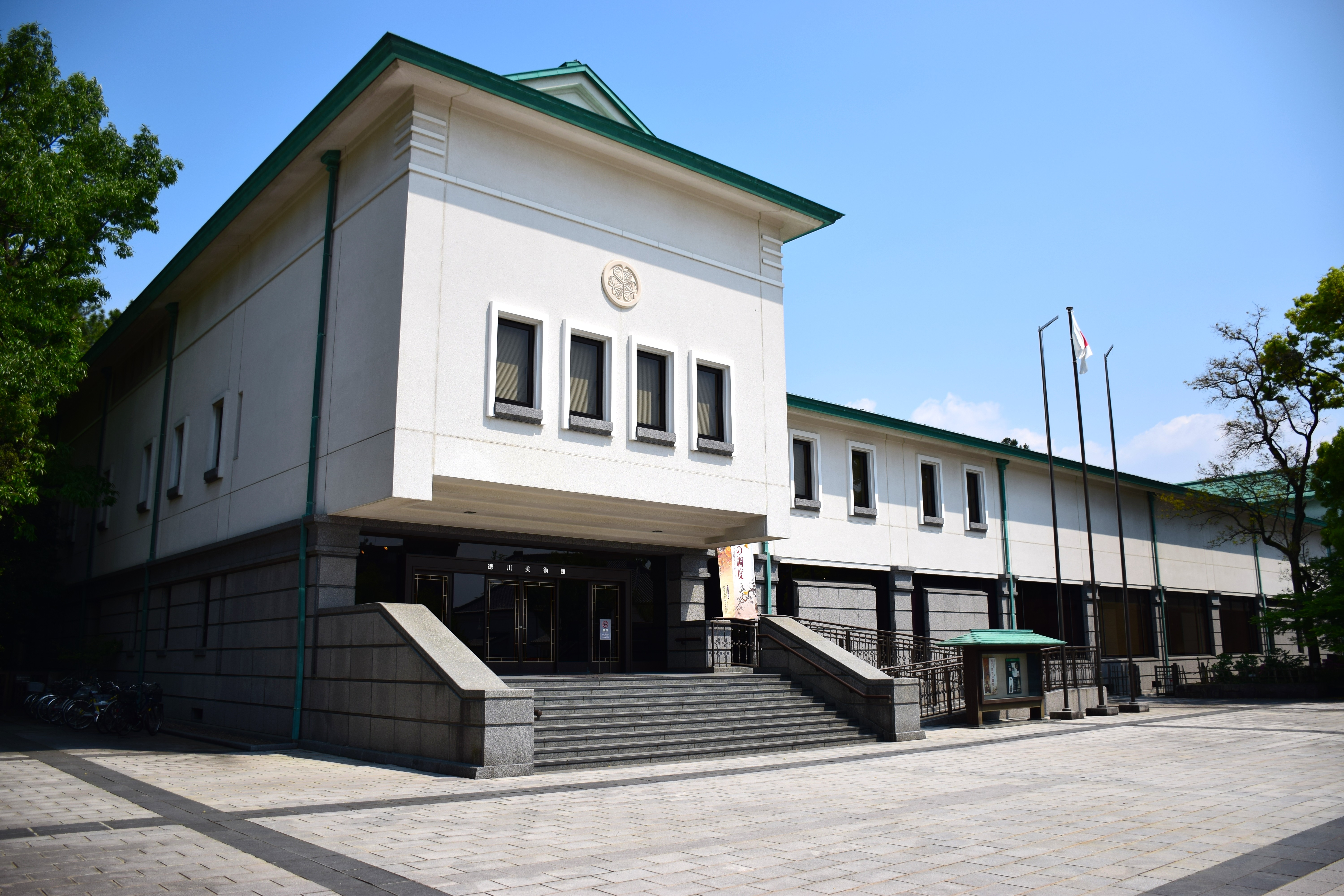
Le musée d'art Tokugawa à Nagoya.

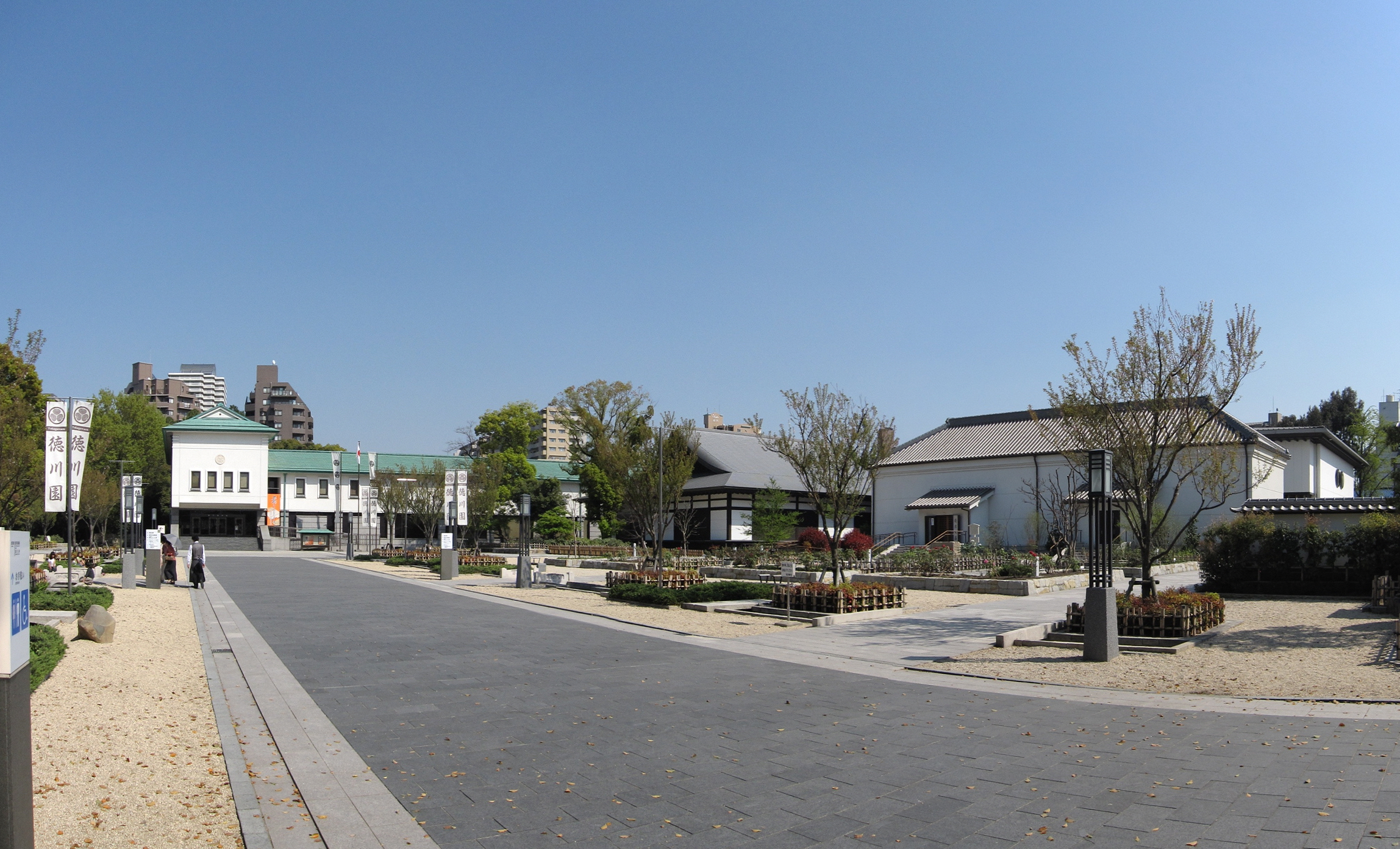
Vue panoramique de l'ensemble du Ōzone Shimoyashiki avec le musée à gauche.

Le musée d'art Tokugawa (徳川美術館, Tokugawa bijutsukan) est un musée d'art privé, situé dans l'ancienne résidence Ōzone Shimoyashiki (en) à Nagoya, au centre du Japon. Ses collections contiennent plus de 12 000 pièces dont des katana, des armures, des costumes noh et des masques, des meubles laqués, des céramiques chinoises et japonaises, des calligraphies et des peintures des dynasties chinoises Song et Yuan (960-1368).

## Historique
Contrairement à beaucoup d'autres musées privés au Japon dont les collections ont été réunies à l'époque moderne par des entreprises ou des entrepreneurs, le musée d'art Tokugawa abrite la collection héréditaire de la branche Owari du clan Tokugawa qui dirigeait le domaine d'Owari dans ce qui est à présent la préfecture d'Aichi. Le musée est géré par la fondation Tokugawa Reimeikai, fondée en 1931 par Yoshichika Tokugawa (1886-1976), dix-neuvième chef du clan Owari, afin de préserver l'inestimable collection d'objets d'art, de mobilier, d'objets de famille, etc., du clan. Le bâtiment principal du musée a été construit dans les années 1930 dans un style classique japonais avec des éléments occidentaux.

## Collection

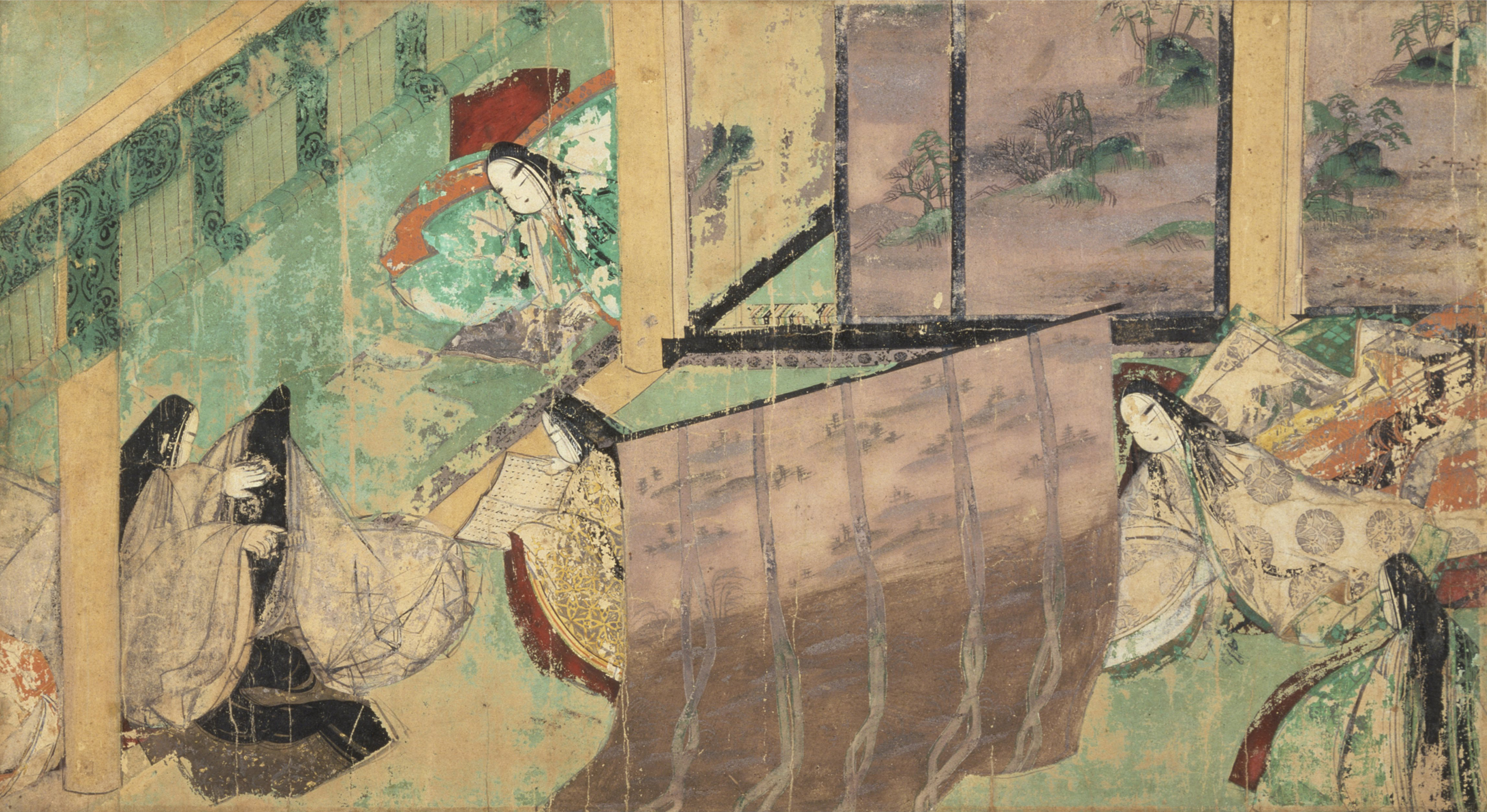
Scène du rouleau portatif illustré du Genji monogatari (XIIe siècle).

L'exposition permanente se trouve dans une reproduction historique des quartiers d'habitation du daimyō Owari, permettant aux visiteurs de voir les objets tels qu'ils étaient effectivement utilisés dans le cadre d'une maison de thé ou d'une scène de théâtre nô. Le musée organise également des expositions temporaires dans un bâtiment déclaré bien culturel important.
Les trésors les plus précieux et les plus importants du musée sont trois rouleaux portatifs illustrés de l'époque de Heian du Genji monogatari, datant des années 1130. Avec un autre rouleau du même ensemble à présent à l'abri au musée Gotoh, ce sont les plus anciennes représentations existantes de l'épopée et ils sont désignés Trésors nationaux du Japon. Les rouleaux sont si fragiles qu'ils ne sont pas exposés en permanence au public. Depuis au moins 2001, ils n'ont été présentés qu'une semaine en novembre.
La bibliothèque Hōsa est située près du musée et héberge 110 000 titres dont des ouvrages de littérature classique appartenant à la branche Owari. Le jardin Tokugawa (en) se trouve près du musée.

## Galerie

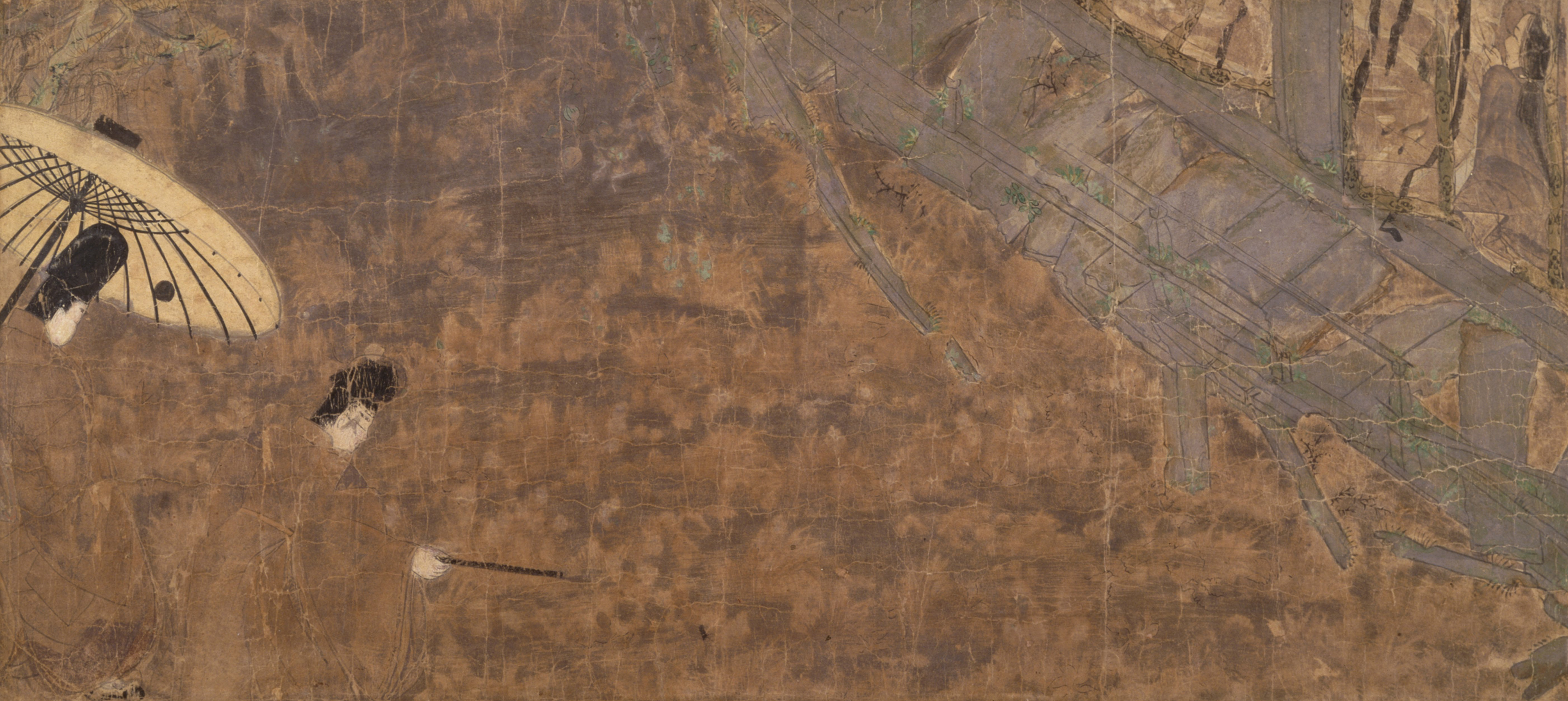
Emaki Yomogiu.
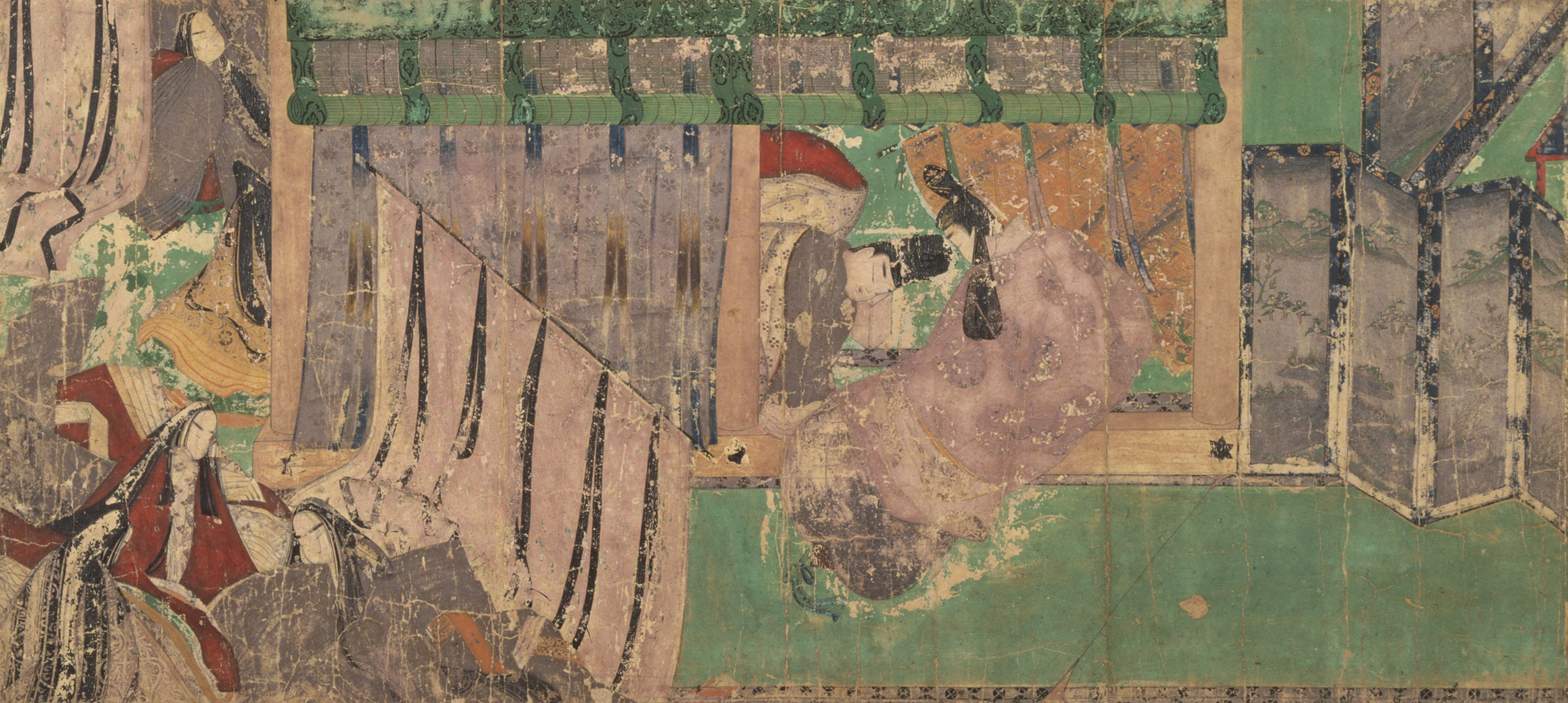
Emaki Kashiwagi.
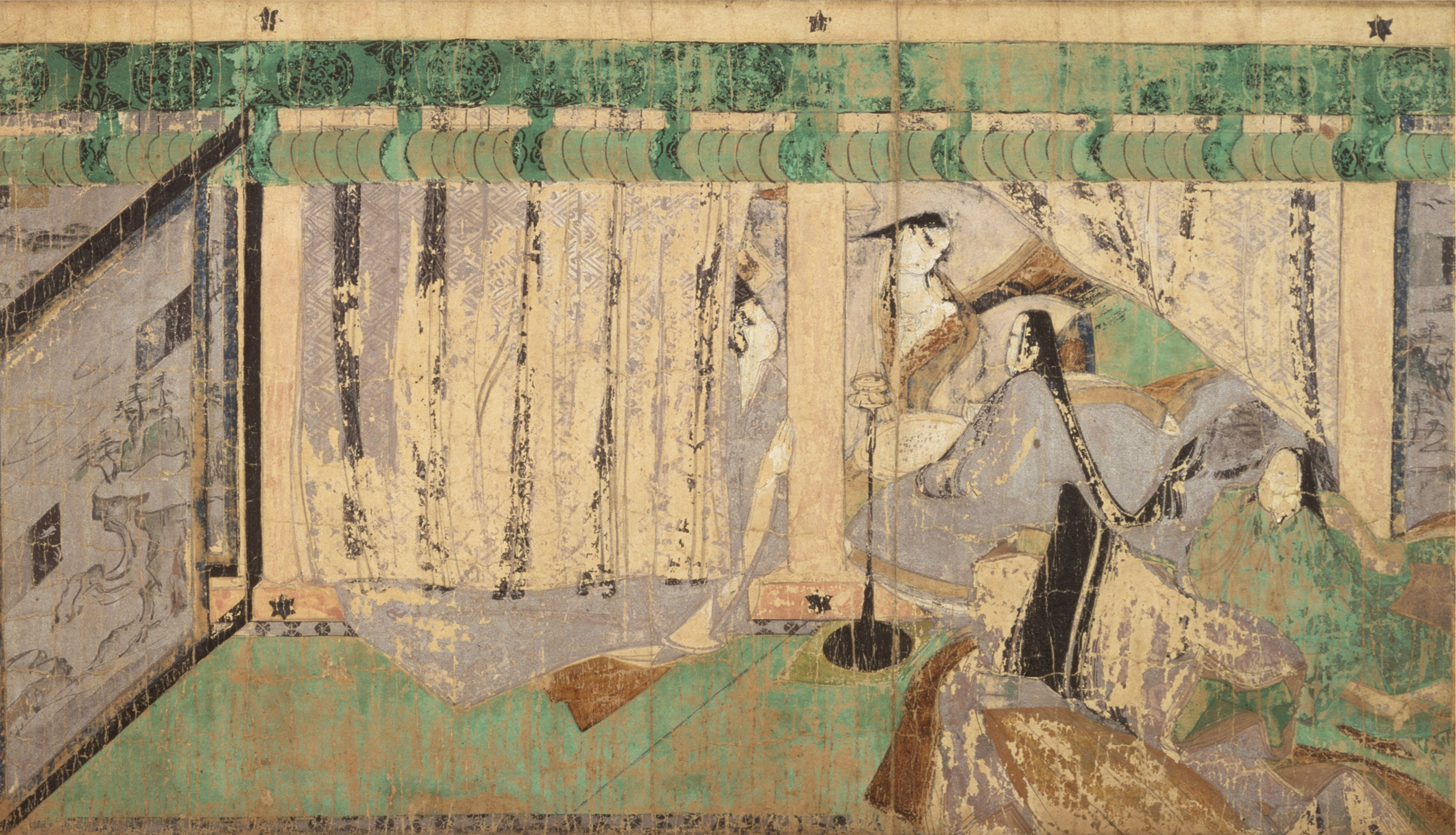
Emaki Yokobue.
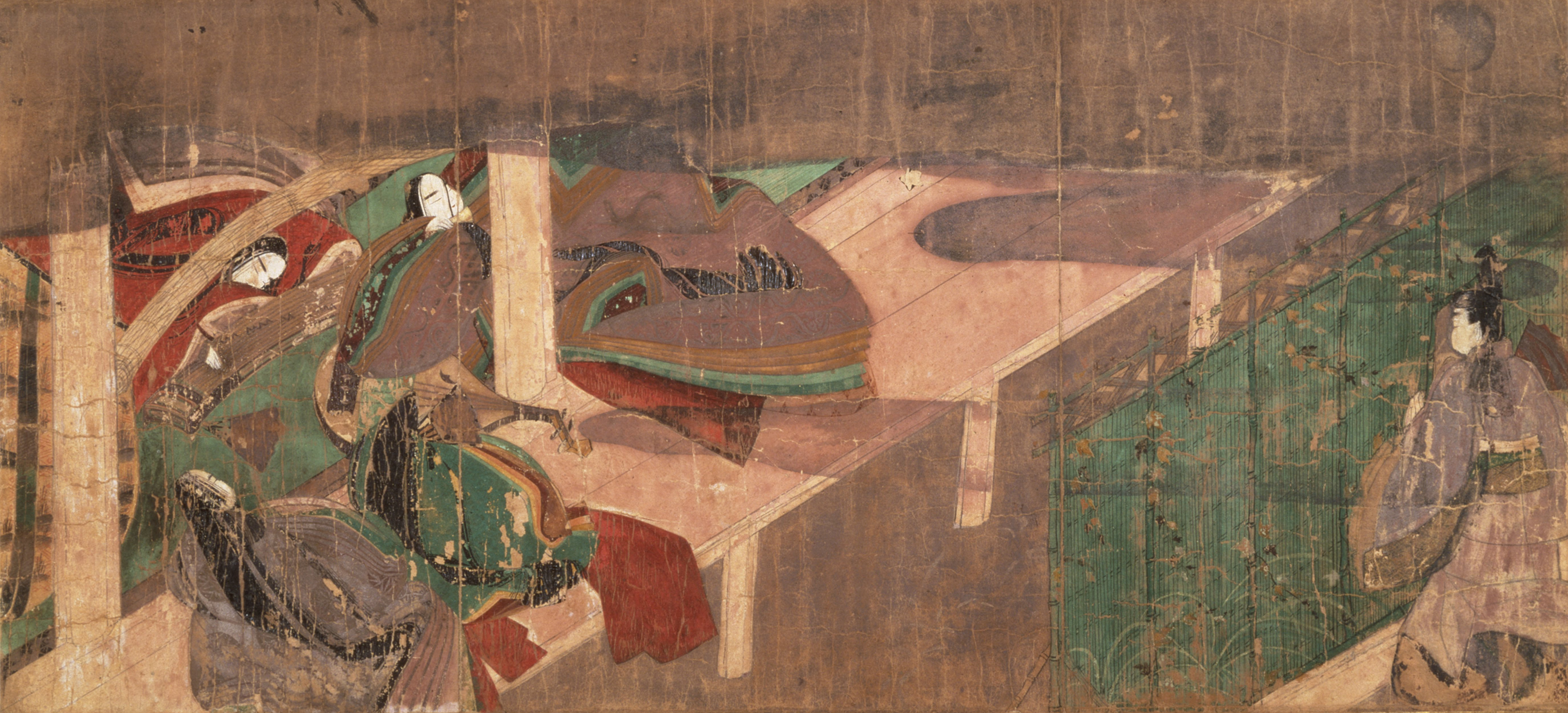
Emaki Hashihime.
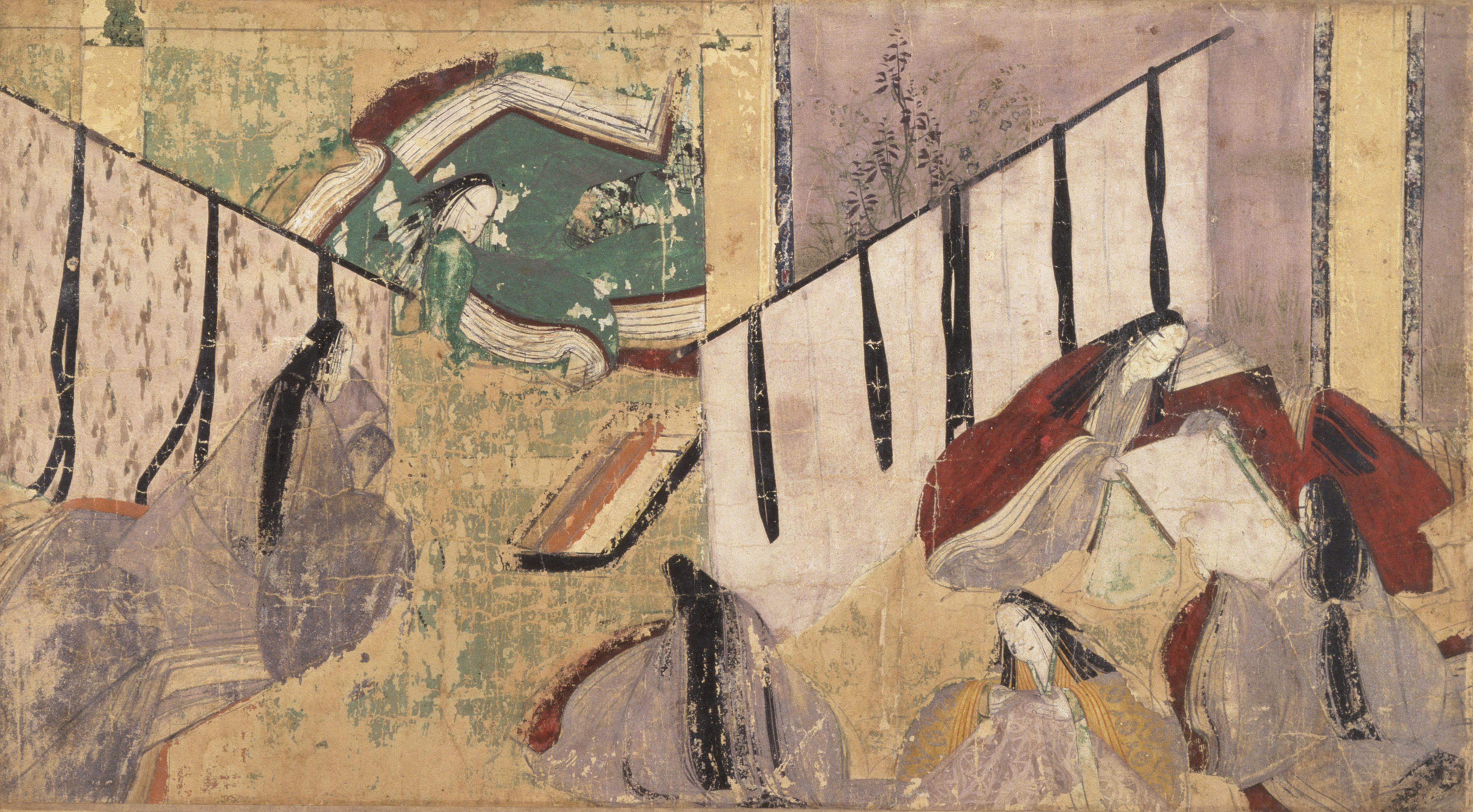
Emaki Sawarabi.
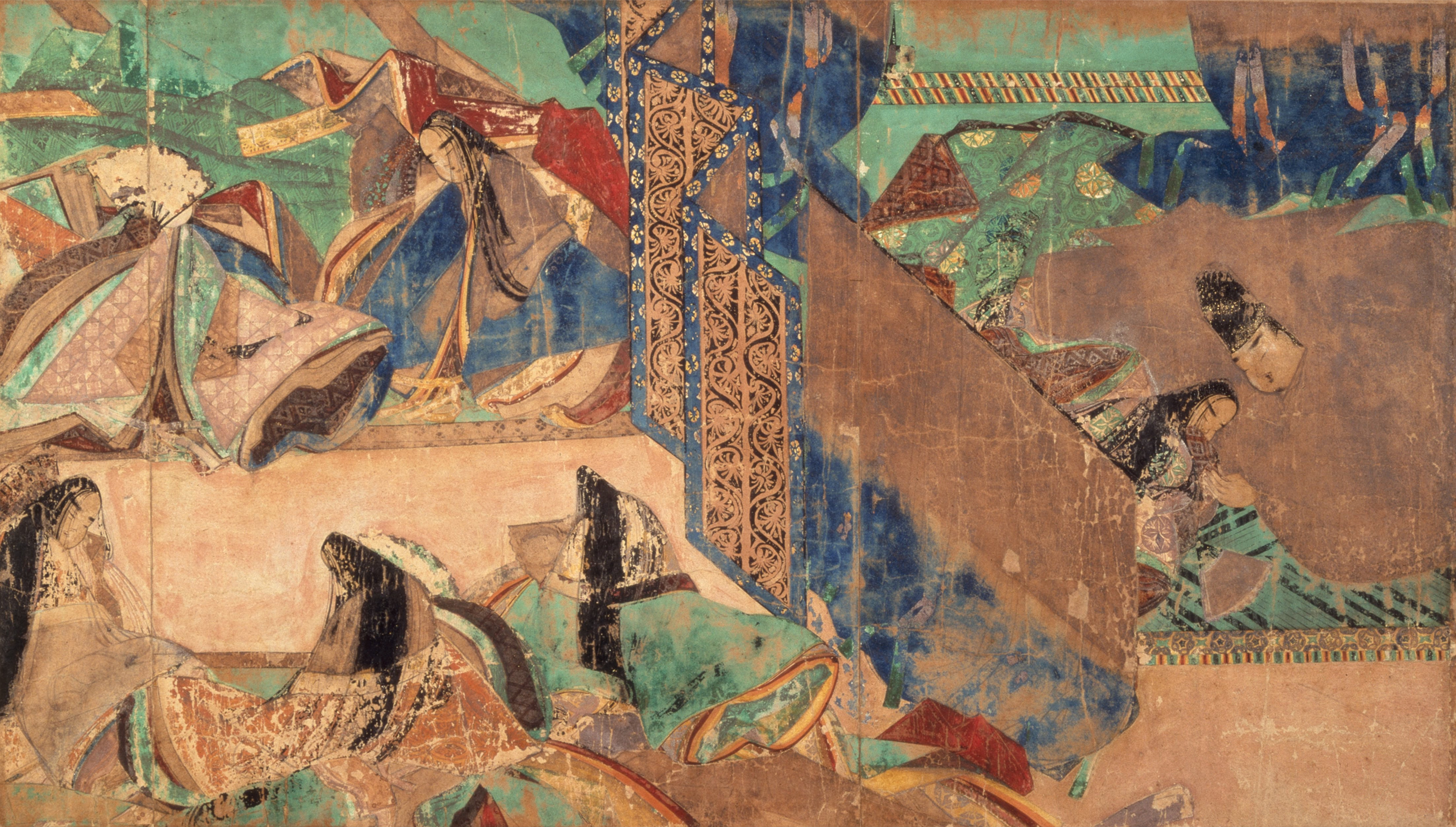
Emaki Yadorigi.
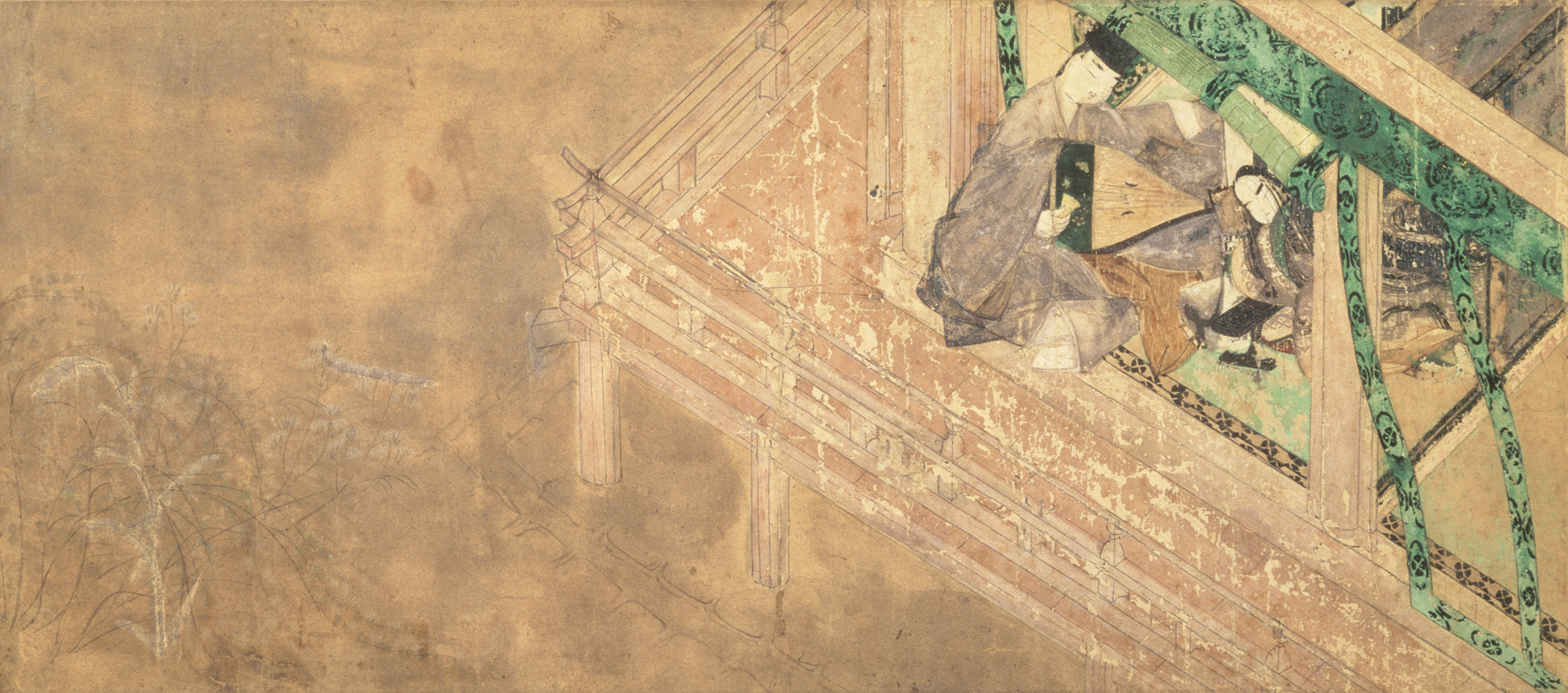
Emaki Yadorigi.
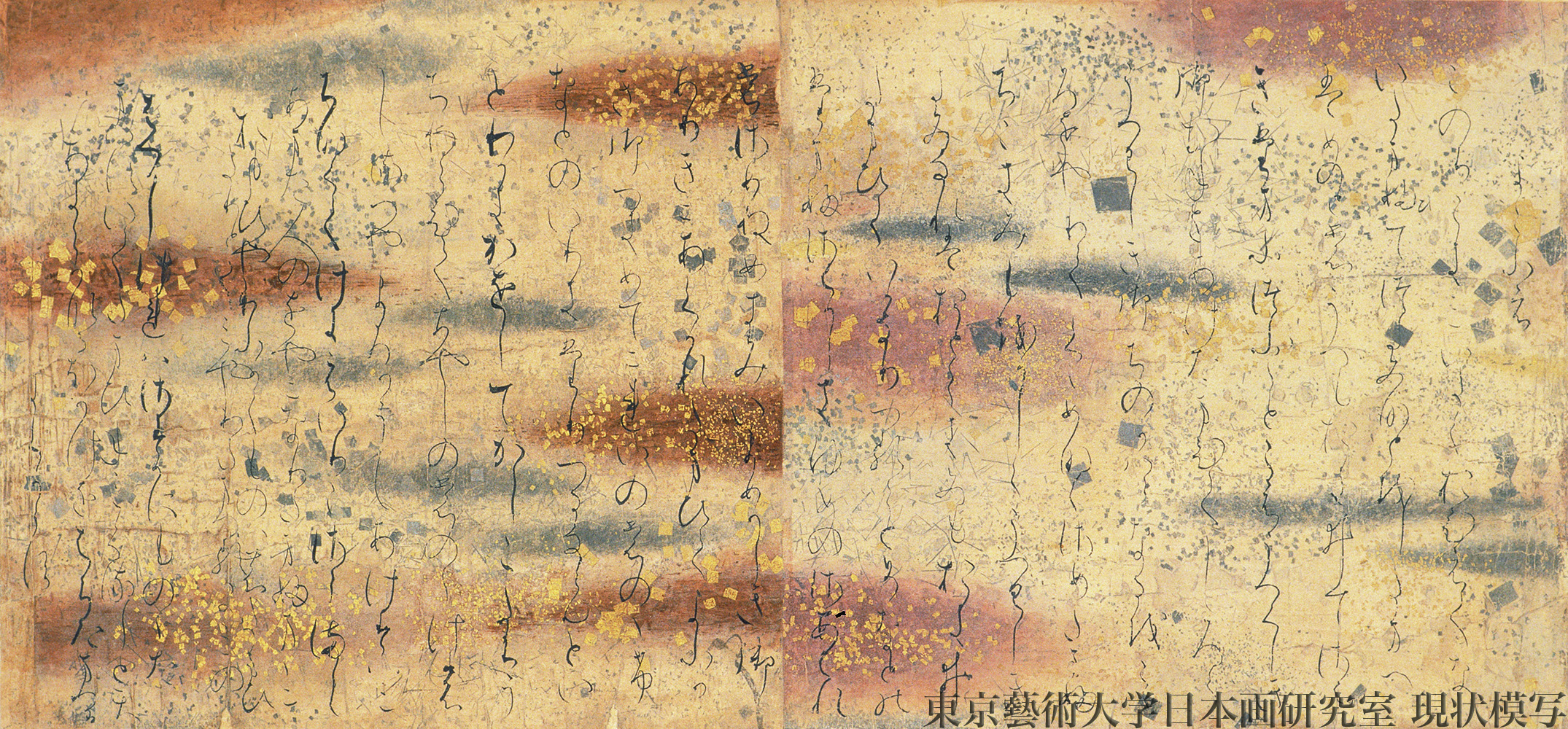
Emaki Yokobue.